# تیکا سومپتر
تیکا سومپتر (انگلیسی: Tika Sumpter؛ زادهٔ ۲۰ ژوئن ۱۹۸۰) یک هنرپیشه، خواننده، تهیه‌کننده و مجری اهل ایالات متحده آمریکا است. وی از سال ۲۰۰۴ میلادی تاکنون مشغول فعالیت بوده است. وی کار خود را به عنوان مجری در مجموعه تلویزیونی قرار بهترین دوستان در سال (۲۰۰۴–۲۰۰۵)آغاز کرد. از فیلم‌ها یا برنامه‌های تلویزیونی که وی در آن نقش داشته است می‌توان به سواری با هم، پیرمرد و تفنگ، سونیک خارپشت و
سونیک خارپشت ۲، مرد من بازنده است و سونیک خارپشت ۳ کرد.